# Law & Order (seizoen 3)
Dit artikel geeft een samenvatting van het derde seizoen van televisieserie: Law & Order.

## Hoofdrollen
- Paul Sorvino - hoofdrechercheur Phil Cerreta (aflevering 1 tot en met 9)
- Jerry Orbach - hoofdrechercheur Lennie Briscoe (aflevering 9 tot en met 22)
- Chris Noth - rechercheur Mike Logan
- Dann Florek - hoofdinspecteur Don Cragen
- Michael Moriarty - eerste hulpofficier van justitie Ben Stone
- Richard Brooks - hulpofficier van justitie Paul Robinette
- Steven Hill - officier van justitie Adam Schiff

## Terugkerende rollen
- Carolyn McCormick - dr. Elizabeth Olivet
- Leslie Hendrix - dr. Elizabeth Rodgers
- Lorraine Toussaint - advocate Shambala Green
- John Fiore - rechercheur Tony Profaci
- David Lipman - rechter Morris Torledsky
- George Murdock - rechter Eric Bertram

## Afleveringen
| Aflevering | Titel              | Regisseur        | Schrijver                                 | Uitzenddatum      | Selectie gastrollen |
| --- | ------------------ | ---------------- | ----------------------------------------- | ----------------- | --- |
| 1. | Skin Deep          | Daniel Sackheim  | Robert Nathan Gordon Rayfield             | 23 september 1992 | Alberta Watson - Angela Brandt Murphy Guyer - Jeffrey Brandt Claire Danes - Tracy Brandt Maeve McGuire - Celeste Foxx |
| Wanneer fotograaf Julian Decker vermoord gevonden wordt in zijn woning, worden Logan en Cerreta op de zaak gezet. Zij ontdekken dat Decker in werkelijkheid prostitutie bedreef met zijn modellen en als pooier fungeerde. Het onderzoek leidt naar een van de modellen, Angela Brandt, die voor Decker ging werken om meer geld te kunnen verdienen. Tevens ontdekken zij dat de tienerdochter van Brandt een intieme relatie had met Decker. Stone ontdekt dat er iets vreemds speelt, omdat de zaak steeds zwakker wordt tegen Brandt en dat zij ineens schuld wil bekennen om zo een lagere straf te krijgen. |                    |                  |                                           |                   | |
| 2. | Conspiracy         | Ed Sherin        | Michael S. Chernuchin René Balcer         | 30 september 1992 | Joe Morton - Roland Books Gloria Foster - Satima Tate Harold Miller - Marcus Tate Cynthia Martells - Sandra Koblin Jeff Gendelman - Mitchell Koblin Ben Hammer - rechter Mooney                                                     |
| Wanneer Marcus Tate, een voorman van een controversiële Afro-Amerikaanse rechten beweging, wordt vermoord tijdens een bijeenkomst gaan Logan en Cerreta op onderzoek uit. Zij willen informatie inwinnen bij de volgers van Tate maar stuiten op veel weerstand omdat zij niet met blanke politiemensen willen praten. Foto's van de bijeenkomst leiden hen naar Mitchell Kolbin, een blanke man die Tate volgde en fan van hem was maar dat veranderde toen Tate een affaire kreeg met zijn vrouw. Als Stone de zaak overneemt en Kolbin niet veroordeeld kan krijgen, heeft hij zijn twijfels over Kolbin en vermoedt hij dat er binnen de club van Tate meer speelde dan dat iedereen dacht. Stone stuit echter op een muur van tegenwerking en kan de zaak niet rond krijgen. |                    |                  |                                           |                   | |
| 3. | Forgiveness        | Bill D'Elia      | Robert Nathan Ed Zuckerman                | 7 oktober 1992    | Luis Antonio Ramos - Tommy Beltran Laurence Luckinbill - Cyrus Weaver Cynthia Hayden - Claudia Milgram David Leary - Curtis Milgram Luke Reilly - pastoor Gregory                                                                   |
| Wanneer Beth Milgram doodgeslagen wordt gevonden in een steeg, worden Logan en Cerreta op de zaak gezet. Zij verdenken de vader van Beth omdat de verloofde van haar, Tommy Beltran, vertelt dat de vader ruzie met haar had omdat zij verloofd waren waar de vader niet blij mee was, dit omdat hij niet van goede komaf is. Maar de verdenking gaat al snel naar Tommy zelf, omdat hij niet helemaal eerlijk is geweest met zijn verhaal. Stone krijgt nu de taak om Tommy te berechten en maakt al snel kennis met Cyrus Weaver die wil bewijzen dat Tommy onschuldig is, omdat hij een arme jong man is van een Mexicaanse familie die zijn woede niet kon beheersen toen zijn rijke vriendin van goede komaf de relatie verbrak. |                    |                  |                                           |                   | |
| 4. | The Corporate Veil | Don Scardino     | Michael S. Chernuchin Joe Morgenstern     | 14 oktober 1992   | Dennis Boutsikaris - Richard Berkley Bruce Norris - Steven Cleary Robert Milli - Roger Cleary Elizabeth Hubbard - mrs. Cleary |
| Een tiener sterft door een fout in de pacemaker die hij ingepland heeft gekregen. Logan en Cerreta gaan op onderzoek uit en komen tot de ontdekking dat hij niet de enige is met een defecte pacemaker van dezelfde fabriek. Zij komen nu in een wereld van fraude en hebzucht van de fabriek en toeleveranciers. |                    |                  |                                           |                   | |
| 5. | Wedded Bliss       | Vern Gillum      | Robert Nathan Edward Pomerantz            | 21 oktober 1992   | Patti D'Arbanville - Betty Drake Bill Raymond - Ellis Drake John Pankow - Charles Meadow José Zúñiga - Rudy Amendariz Lisa Vidal - Lena Armendariz                                                                                  |
| Wanneer er twee onbekende lichamen boven komen drijven in de rivier, worden Logan en Cerreta op de zaak gezet. Zij krijgen te horen dat de lichamen Mexicaanse emigranten waren en dat zij in een illegale sweatshops werkten. Zij raken nu verzeild in een wereld van slavernij en hebzucht in de kledingindustrie en koelbloedige eigenaren van sweatshops. |                    |                  |                                           |                   | |
| 6. | Helpless           | James Frawley    | Michael S. Chernuchin Christine Roum      | 4 november 1992   | Paul Hecht - dr. Alexander J. Merritt Tovah Feldshuh - Danielle Melnick Felicity Huffman - Diane Perkins |
| Dr. Olivet klaagt haar gynaecoloog aan doordat hij haar verkracht zou hebben. Stone brengt de gynaecoloog voor de rechter en verliest de zaak, dit mede omdat Dr. Olivet de verkrachting opgenomen heeft. Dankzij vroegere cliënten van de gynaecoloog die hem nu ook beschuldigen van verkrachting in het verleden wordt de zaak misschien toch nog gered. |                    |                  |                                           |                   | |
| 7. | Self-Defense       | Ed Sherin        | René Balcer Hall Powell                   | 11 november 1992  | Adam Arkin - George Costas Marissa Chibas - Christina Costas Ron Rifkin - Alex Drakos Frank Savino - Nick Fortas |
| Een Griekse emigrant en eigenaar van een juwelierszaak schiet twee overvallers dood die hem wilde beroven en verklaart dat het zelfverdediging was. Logan en Cerreta gaan op onderzoek uit, zij komen erachter dat zij er verschillend over denken krijgen een meningsverschil over het feit of het zelfverdediging was of koelbloedige moord. Nu is het aan Stone om te bewijzen wat er werkelijk gebeurd is en dit kost hem nog veel moeite. |                    |                  |                                           |                   | |
| 8. | Prince of Darkness | Gilbert Shilton  | Robert Nathan William N. Fordes           | 18 november 1992  | Rosanna DeSoto - mrs. Ortega Joe Lisi - Chris Minetti Saundra Santiago - Sandra Alvaro Mark Margolis - George Lobrano Shawn Elliott - Ramone Buenaventura Jaime Sánchez - mr. Cristobal Bernie McInerney - rechter Michael Callahan |
| Een huurmoordenaar van een Colombiaans drugskartel wordt beschuldigd van moord op een echtpaar in een restaurant. Wanneer Logan en Cerreta de zaak willen onderzoeken, willen zij een wapenhandelaar die opereert op de zwarte markt in de val lokken, omdat hij de wapen aan de huurmoordenaar verkocht zou hebben. Bij de ontmoeting schiet de wapenhandelaar Cerreta ineens neer en het ziet er niet goed uit voor Cerreta. De huurmoordenaar wordt gedood door een man die naar eigen zeggen zijn zoon door diens toedoen had verloren maar daarna verdwijnt, de wapenhandelaar wordt in de gevangenis gedood, de moeder van de man van het echtpaar wordt uit een hoog raam geduwd, en hun dochtertje verdwijnt eveneens. Het kartel heeft zijn zaken goed voor elkaar en Justitie heeft het nakijken. |                    |                  |                                           |                   | |
| 9. | Point of View      | Gilbert Moses    | Walon Green René Balcer                   | 25 november 1992  | Lisa Eichhorn - Mary Kostrinski Elaine Stritch - Lanie Stieglitz Gary Basaraba - Kevin Reilly Caroline Aaron - Valerie Walker Alan North - Jimmy Scanlon                                                                            |
| Logan heeft moeite met het feit dat hij nu opgescheept wordt met een nieuw partner, Lennie Briscoe, die gekomen is omdat Cerreta aan het revalideren is in het ziekenhuis. Samen onderzoeken zij de moord op Tommy Duff, het onderzoek leidt naar een vrouw die verklaart dat Tommy haar wilde verkrachten en daarom hem uit zelfverdediging doodde. Als Stone haar voor de rechter brengt dan ontmoet hij haar advocate die hij nog kent van de rechtenstudie. De advocate dagvaardt dr. Olivet in de getuigenbank en nu dwingt Schiff Stone om de eerdere verkrachting van dr. Olivet te gebruiken tegen haar. Ondertussen is Logan hevig teleurgesteld als hij hoort van Cerreta dat hij een andere positie op zijn werk heeft geaccepteerd en dat hij niet terugkomt als zijn partner. |                    |                  |                                           |                   | |
| 10. | Consultation       | James Hayman     | Matt Kiene Joe Reinkemeyer                | 9 december 1992   | Roscoe Lee Browne - sir Idris Balewa Andrew Robinson - Phillip Marietta Wendell Pierce - chief Ola-Gimju Nwaka Keith Szarabajka - Harry Sibelius Talia Balsam - Turner                                                              |
| Een zwangere Nigeriaanse wordt onwel in een taxi en sterft in het ziekenhuis; ze blijkt een drugskoerier bij wie een bolletje in het lichaam was gescheurd. Het onderzoek van Logan en Briscoe leidt naar een heel smokkelnetwerk in een internationaal bedrijf en een diplomaat uit Nigeria. De diplomaat, een gerespecteerde chief, maakt van zijn positie misbruik om jonge Nigerianen zover te krijgen dat ze drugs voor hem naar de VS smokkelen. Sir Idris Balewa, een hoge Nigeriaanse diplomaat, ziet de chief als een schandvlek voor zijn land en volk en is zeer behulpzaam de man voor de rechter te krijgen door onder andere diens diplomatieke immuniteit in te trekken. Dan verdwijnt de chief; Balewa heeft hem laten ontsnappen naar Nigeria. In de VS zou hij immers hooguit gevangenisstraf krijgen terwijl de Nigeriaanse overheid een definitievere straf voor hem in petto heeft - in Nigeria geldt nog ´een oog om oog, een tand om tand.´                                                               |                    |                  |                                           |                   | |
| 11. | Extended Family    | Charles Correll  | Wendell Rawls                             | 6 januari 1993    | Barry Primus - Gary Silver Anna Kathryn Holbrook - Janet Silver Michael McGuire - Nicholas Teller Brian Markinson - David Preston James Murtaugh - dr. Jenner Joyce Van Patten - Ramona Stark                                       |
| Wanneer Janet Silver haar dochter ontvoert vanuit een winkelcentrum, worden Logan en Briscoe op de zaak gezet. Zij ontdekken dat de moeder hulp heeft gehad van een kinderbescherming organisatie. Zij hebben dit gedaan hebben omdat zij geloven dat de vader van de dochter haar seksueel misbruikt maar de verklaringen van de dochter komen niet overeen. Het OM gelooft moeder en dochter en doet er alles aan om de vader veroordeeld te krijgen. Dit mislukt doordat het kind zodanig is gecoacht dat ze niet meer weet wat ze moet zeggen. De vader wordt vrijgesproken en behoudt de voogdij, het OM heeft geen keus dan de moeder te vervolgen vanwege aan ouderlijk gezag onttrekken van een minderjarige. Het dochtertje is terug bij haar misbruikende vader en haar moeder gaat naar de gevangenis. |                    |                  |                                           |                   | |
| 12. | Right to Counsel   | James Frawley    | Michael S. Chernuchin Barry M. Schkolnick | 13 januari 1993   | Mary Mara - Sally Knight Richard Cox - Steven Gregg Bill Moor - Bill Patton Darrell Larson - Kevin Doyle Mady Kaplan - Carole Spiegelman                                                                                            |
| Nadat Stone een bekentenis van een jongere verloofde van een rijke vrouw krijgt voor een lagere straf, krijgt hij later zijn twijfels of hij de juiste dader naar de gevangenis stuurt. Vooral wanneer hij meer te weten komt over de advocaat die de belangen behartigde van de rijke vrouw. |                    |                  |                                           |                   | |
| 13. | Night and Fog      | Ed Sherin        | Michael S. Chernuchin René Balcer         | 3 februari 1993   | Eric Bogosian - Gary Lowenthal Nehemiah Persoff - David Steinmetz Chip Zien - mr. Green Reizl Bozyk - mrs. Liebmann Joan Copeland - rechter Rebecca Stein Fred J. Scollay - rechter Andrew Barskey                                  |
| Een oudere man bekent dat hij zijn vrouw heeft geholpen met zelfmoord, zij zijn beiden overlevende van de Holocaust. Deze bekentenis zint Stone niet als hij steeds hardnekkige geruchten hoort dat de man in de Tweede Wereldoorlog de nazi's heeft geholpen met de vervolging van Joden als lid van de Joodse Politie van het getto van Lodz. De man blijkt in Polen te worden gezocht wegens oorlogsmisdaden, en had zijn vrouw vermoord omdat ze achter zijn werkelijke identiteit was gekomen. Stone staat nu voor een duivels dilemma: als hij de dader vervolgt kan deze pas aan Polen worden uitgeleverd als de VS met hem klaar zijn en omdat hij al oud is is het vrijwel zeker dat hij voortijdig zal overlijden. Maar als hij de verdachte aan Polen laat uitleveren betekent dat dat hij niet voor de moord in zijn stad kan worden vervolgd. Uiteindelijk kiest Stone voor het eerste, het is zijn taak om mensen te vervolgen die in zijn stad in de fout gaan, los van wat ze verder nog op hun kerfstok hebben. |                    |                  |                                           |                   | |
| 14. | Promises to Keep   | Ed Sherin        | William N. Fordes Douglas Stark           | 10 februari 1993  | Lindsay Crouse - Diane Meade Fritz Weaver - Larry Weber Gail Strickland - Ellen Gorham Dennis Creaghan - Leonard Gorham |
| Logan en Briscoe onderzoeken een moord op een jonge fysiotherapeute. Ze komen uit bij een onorthodox en illegale relatie tussen haar verloofde en zijn psychiater. |                    |                  |                                           |                   | |
| 15. | Mother Love        | Daniel Sackheim  | Walon Green Robert Nathan                 | 24 februari 1993  | Mary Alice - Virginia Bryan Kelly Neal - Lucian Bryan Douglas Turner Ward - Fred Bryan Edie Falco - Sally Bell |
| De afwezigheid van het moordwapen compliceert het onderzoek naar de moord op een drugsverslaafde. Het slachtoffer stal van haar familie om haar verslaving te bekostigen. Na onderzoek doet de moeder een bekentenis dat zij haar dochter heeft neergeschoten om het stelen bij haar familie te stoppen. Nu wil Stone haar strafvermindering geven omdat zij al een lange lijdensweg heeft gehad, maar Robinette is het hier niet mee eens en wil haar gewoon berechten. |                    |                  |                                           |                   | |
| 16. | Jurisdiction       | Bruce Seth Green | Walon Green René Balcer                   | 3 maart 1993      | Dan Hedaya - Brian Torelli Mark Blum - Brooklyn assistent officier van justitie Frank Lazar Paul McCrane - James Lee Pawl Michael Badalucco - David Zifrin Merwin Goldsmith - rechter Ian Feist                                     |
| Stone raakt in een juridisch gevecht met de aanklager van Brooklyn over het berechten van een verdachte die bekend heeft van het vermoorden van twee vrouwen. De verdachte is geestelijk gehandicapt. Na verder onderzoek is de kans aanwezig dat de verdachte onschuldig is, maar de verdachte blijft beweren dat hij schuldig is. |                    |                  |                                           |                   | |
| 17. | Conduct Unbecoming | Arthur W. Forney | Walon Green Peter S. Greenberg            | 10 maart 1993     | Len Cariou - kapitein Allard Bunker Boyd Gaines - luitenant St. Claire George Coe - Lee Hastings Michael Dolan - vaandrig Evan Walters Julianna Margulies - luitenant Ruth Mendoza Dick Latessa - admiraal Miles Coty               |
| Wanneer een vrouwelijke marineofficier wordt vermoord tijdens een feest waar veel drank wordt gedronken, gaan Logan en Briscoe op onderzoek uit. De militaire politie van de marine claimt de jurisdictie over de zaak en de rechercheurs denken dat zij de echte dader willen beschermen om een onschuldige te laten berechten. |                    |                  |                                           |                   | |
| 18. | Animal Instinct    | Ed Sherin        | Michael S. Chernuchin Sibyl Gardner       | 17 maart 1993     | Frances Fisher - Susan Boyd John Cunningham - Donald Walsh Charles Brown - Riggs Allan Arbus - Dominick Keith Lawrence Pressman - Nicholas Burke                                                                                    |
| Het onderzoek van Logan en Briscoe naar de dood van een wetenschappelijk onderzoekster leidt naar een dierenrechten groep. Hoewel deze veel leedvermaak heeft omdat de onderzoekster aan vivisectie deed, blijkt dat ze het niet gedaan kunnen hebben. Dan ineens ontdekken zij dat haar man een relatie had met een collega van haar en dat dit dus een goed motief geeft. De echtgenoot wordt vervolgd maar het OM krijgt het bewijs niet rond en een en ander leidt tot vrijspraak. Dan blijkt dat de vrouw met wie hij zogenaamd een relatie zou hebben dit in scène te hebben gezet; ze lijdt aan erotomanie. Als het OM een deal aanbiedt met een lichte straf met behandeling wegens ontoerekeningsvatbaarheid weigert ze dit aan te nemen: ze is immers niet gek. Als haar advocaat adviseert het toch te accepteren ontslaat ze hem en besluit zichzelf te verdedigen. Maanden later blijkt ze succesvol met haar moties de rechtsgang te vertragen; ze is gek als een bos uien maar juridisch briljant.                |                    |                  |                                           |                   | |
| 19. | Virus              | Steven Robman    | Michael S. Chernuchin René Balcer         | 21 april 1993     | Stephen Elliott - dr. Hogan Steven Keats - George Zuckert Dana Elcar - Robert Cook Stivi Paskoski - John Cook Joanna Merlin - Carla Bowman                                                                                          |
| Wanneer er ineens patiënten overlijden in een diabetes kliniek worden Logan en Briscoe op onderzoek uit gestuurd. Zij ontdekken dat een tiener de computer van de kliniek heeft gehackt en een virus geïnstalleerd heeft zodat de patiënten verkeerde medicijnen hebben gekregen. |                    |                  |                                           |                   | |
| 20. | Securitate         | James Hayman     | Matt Kiene Joe Reinkemeyer                | 5 mei 1993        | Morgan Weisser - Leon Irén Bordán - Karen Iliescu Richard Council - Alex Iliescu David Margulies - Tommy Zanescu Sidney Armus - rechter Arnold Fishbein                                                                             |
| Wanneer een Roemeense geëmigreerde tiener zijn vader doodschiet, een voormalig wrede agent van de Securitate, wil zijn advocaat hem niet schuldig laten verklaren door onmenselijkheden in zijn verleden. |                    |                  |                                           |                   | |
| 21. | Manhood            | Ed Sherin        | Walon Green Robert Nathan                 | 12 mei 1993       | Charles Hallahan - Tom O'Hara Adam Trese - Craig McGraw Sam Rockwell - Weddeker Philip Bosco - Gordon Schell Robert Moresco - Henry Rhodes                                                                                          |
| Wanneer een politieagent doodgeschoten wordt bij een drugsdeal, gaan Logan en Briscoe op onderzoek uit. Zij ondervragen een drugsdealer die het overleefd heeft. Hieruit vermoeden zij dat de politieagent stierf omdat hij homo was en zijn collega's hierom expres te laat kwamen om hem steun te geven. |                    |                  |                                           |                   | |
| 22. | Benevolence        | Ed Sherin        | Douglas Palau                             | 19 mei 1993       | Leon Russom - Gordon Bryce Meredith Scott Lynn - Corrine Sussman George Grizzard - Arthur Gold Camille L. Jeter - Marcia Hendricks John F. Cleary - Paul Crandall                                                                   |
| Een jonge dove vrouw wordt vermoord en Logan en Briscoe worden op deze zaak gezet. Zij verdenken al snel een vriend van haar of haar leraar. Na verder onderzoek neemt Stone de zaak over en nu moet zijn afdeling beslissen wie zij gaan vervolgen. |                    |                  |                                           |                   | |